# Interski International
Interski International är en internationell förening för organisationer inom skidundervisning och fungerar som en paraplyorganisation för ISIA, IVSI och IVSS. 
Verksamhetens mål är att stödja och utveckla undervisning inom skidåkning och andra snösporter. Detta sker genom erfarenhetsutbyten inom teknik, metodik, organisation, utrustning, säkerhet, marknadsutveckling och vinterturism. Interski International tillsätter arbetsgrupper och publicerar löpande rapporter inom dessa områden. För Sveriges kontakter med Interski svarar Svenska Skidrådet. 
Vart fjärde år arrangerar Interski International en världskongress där de olika länderna visar upp sin skidåkning och skidundervisning. Detta sker genom erfarenhetsutbyten och presentationer av de senaste rönen inom olika områden. Kongressen innehåller demonstrationer, workshops, föreläsningar, paneldiskussioner, filmförevisningar, utställningar och andra aktiviteter.
President för organisationen är österrikaren Erich Melmer.

## Historik
1951 hölls en första internationell kongress i Zürs, Österrike och 1955 fattades beslut om att grunda ett internationellt förbund för skidundervisning. 1957 fastslogs stadgarna för Internationalen Verbandes für das Skilehrerwesen (IVS), som organisationen hette innan den 1962 antog namnet Interski International. ISIA, IVSI och IVSS etablerades 1959 som arbetsgrupper inom IVS, men har sedermera blivit självständiga organisationer. Som sådana är de medlemmar i Interski International. Interski International anses vara grundat 1951.

## Interskikongresser genom åren
- 1951 Zürs, Österrike
- 1953 Davos, Schweiz
- 1955 Val d'Isère, Frankrike
- 1957 Storlien, Sverige
- 1959 Zakopane, Polen
- 1962 Monte Bondone, Italien
- 1965 Bad Gastein, Österrike
- 1968 Aspen, Colorado, USA
- 1971 Garmisch-Partenkirchen, Tyskland
- 1975 Štrbské Pleso, Slovakien
- 1979 Zaō, Japan
- 1983 Sexten, Italien
- 1987 Banff, Kanada
- 1991 St Anton, Österrike
- 1995 Nozawaonsen, Japan
- 1999 Beitostølen, Norge
- 2003 Cranz Montana, Schweiz
- 2007 Yong Pyong, Korea
- 2011 St. Anton, Österrike
- 2015 Ushuaia, Argentina (planerad)